# Calamia postvirescens
Calamia postvirescens là một loài bướm đêm trong họ Noctuidae.